# Lindero, Veracruz
Lindero är en ort i Mexiko.   Den ligger i kommunen Tihuatlán och delstaten Veracruz, i den sydöstra delen av landet, 200 km nordost om huvudstaden Mexico City. Lindero ligger 80 meter över havet och antalet invånare är 496.
Terrängen runt Lindero är platt åt sydost, men åt nordväst är den kuperad. Runt Lindero är det ganska tätbefolkat, med 166 invånare per kvadratkilometer. Närmaste större samhälle är Poza Rica de Hidalgo, 9,5 km nordost om Lindero. Omgivningarna runt Lindero är en mosaik av jordbruksmark och naturlig växtlighet.